# Veronika Preining
Veronika Preining-Breuer (née le 21 novembre 1965) est une skieuse paralympique autrichienne. Elle a représenté l'Autriche pour la compétition de ski para-alpin aux Jeux paralympiques d'hiver de 1984 à Innsbruck et pour celle de ski nordique aux Jeux paralympiques d'hiver de 1988 à Innsbruck. Elle a remporté six médailles parmi lesquelles: deux d'or, trois d'argent et une de bronze,.

## Carrière
Aux Jeux paralympiques d'hiver de 1984 à Innsbruck, elle a terminé première en ski de descente ou ski de piste en 2 :06,14 ( Sheila Holzworth a terminé la course en 2 :32,42 et Cara Dunne en 2 :36,93). Elle a remporté une médaille d'argent en super combiné B1 (avec un temps réalisé de 2: 44,63), et de bronze dans la catégorie de course de slalom géant B1 en 6: 15,91.
Aux Jeux paralympiques d'hiver de 1988, elle a remporté la médaille d'or au 5 km de course devant l'athlète finlandaise Kirsti Pennanen et la Russe Valentina Grigoryeva, l'argent au 10 km de course, et le bronze au 3x5 km d'épreuves en catégorie B1-3.
Elle a participé aux Championnats du monde nordiques des handicapés de 1990, au cours de laquelle elle a remporté une médaille d'or sur la piste de 10 kilomètres.